# 諏訪忠尋
諏訪 忠尋（すわ ただひろ）は、江戸時代中期の信濃国高島藩の世嗣。官位は従五位下・出雲守。

## 略歴
信濃国高島藩4代藩主・諏訪忠虎の三男（嫡男）として誕生した。母は越前国松岡藩主松平昌勝の娘。幼名は菊之丞、小太郎。正室は永井直敬の娘。
宝永元年（1704年）9月15日、5代将軍・徳川綱吉に初御目見した。宝永6年（1709年）6月27日に従五位下出雲守に叙任された。
享保2年（1717年）に家督相続前に23歳で早世した。戒名は景耀院霊淵空恵。のち正室は、常陸国麻生藩主の新庄直祐に再嫁した。
諏訪家は嫡子を失ったため、分家旗本から忠林が婿養子として迎えられた。